# اگوستین ساراگوسا
اگوستین ساراگوسا (انگلیسی: Agustín Zaragoza؛ زادهٔ ۱۸ اوت ۱۹۴۱) بوکسور اهل مکزیک است.